# عشق اجباری نیست
عشق اجباری نیست (به بنگالی: জোর করে ভালোবাসা হয় না) یک فیلم سینمایی بنگلادشی در سبک فیلم اکشن محصول سال ۲۰۱۳ به کارگردانی شهادت حسین لیتون با بازی شکیب خان است. این فیلم بازسازی یک فیلم هیجان انگیز و اکشن بالیوودی با نام فراموشی محصول سال ۲۰۰۲ با بازی سلمان خان است.

## داستان
سنیات احمد روبی (شکیب خان) تنها پسر سرگرد بازنشسته منصور علی خان است و کجال (صحرا) دختر کمیسر بازنشسته پلیس اشرف چودوری است. این دو نفر عاشق همدیگر هستند. وقتی این دو خانواده باهم آشنا می‌شوند، آنها نیز این عشق را می‌پذیرند، و با این ازدواج موافقت می‌کنند. اما گروهی از تروریست‌ها حمله ناگهانی به مراسم عروسی انجام دادند.

## اکران فیلم
این فیلم در تاریخ ۱ فوریه ۲۰۱۳ در تقریباً ۴۷ سینما اکران شد.